# Чинкванта (Авелино)
Чинкванта је насеље у Италији у округу Авелино, региону Кампанија.
Према процени из 2011. у насељу је живело 264 становника. Насеље се налази на надморској висини од 383 м.